# Медведиха (Тверская область)
Медведи́ха — село в Рамешковском районе Тверской области. Относится к сельскому поселению Ведное. До 2006 года центр Медведихинского сельского округа.
Расположено на возвышенности на левом берегу реки Медведицы. Соединена асфальтированной дорогой с шоссе «Кушалино — Горицы — Кашин», поворот налево в селе Погорельцы. Расстояние от районного центра Рамешки — 46 км (по прямой — 25 км), от Твери — 60 км.
Медведиха постройками на востоке соединилось с деревней Рязанчиха, которая в 1980-е годы вошла в состав села и утратило своё название. С запада к селу примыкают деревни Трубичиха и Шибаниха, в 1 километре к востоку — деревня Ивица на одноимённой реке, притоке Медведицы, в 2,5 км к западу Семунино, а от него в 500 м Шенское. В 3 км от Шенского деревня Железово(забытый всеми уголок без нормальной дороги и электричества (зимой умельцы срезали провода).
Напротив села, на правом берегу Медведицы, расположен остаток соснового бора (остальное вырубили неизвестные), к нему был пешеходный переход через реку.
Население по переписи 2002 года — 136 человек, 61 мужчина, 75 женщин.

## История
Упоминание о Медведихе есть в писцовой книге 1627—1629 годов «…вотчина Кириллова моностыря, что на Белозере … деревня Медведиха на реке Медведице …»
В 1764 году Екатерина II перевела все монастырские земли в государственные владения. В 1859 году в русской казённой деревне Медведиха Бежецкого уезда 21 двор, где проживали 236 человек (113 мужчин, 123 женщины), в соседней Резанчихе — 15 дворов, 150 жителей.
В 1887 году деревня в Ильгощинской волости и Ильгощинском приходе, 49 дворов, 294 жителя (140 мужчин и 154 женщины), на военной службе 7 человек, грамотных 61 мужчина и 7 женщин, учились 14 мальчиков (посещали Медведихинскую земскую школу, основанную в 1866 году). В деревне 22 колодца, 49 жилых, 250 нежилых построек. Земля делилась на 112 душевых надела. Надельной было 274 десятины, купленной — 628 десятин, в том числе 195 — пашни, 261 — сенокоса, 285 — дровяного леса, 14 дес. — неудобий. В среднем на семью приходилось по 5,8 дес. (по 6,3 гектара) надельной земли. Часть угодий арендовались. В хозяйствах содержались: 53 лошади, 85 коров, 18 нетелей, 41 телёнок, 116 овец, 1 свинья. Безлошадным было 12 хозяйств, 28 имели по одной, 9 — по две лошади. Без коров было 11 хозяев, 8 держали по 3 и более коровы. Сеяли рожь (55,5 дес.), овёс (82 дес.), ячмень (21 дес.), лён (3,5 дес.), картофель (42 дес.). Накашивали 18780 пудов сена. Местными промыслами занимались 18 человек (плотники, пастухи, сезонные работники), 36 мужчин и 5 женщин — на отхожем промысле в Твери, Москве, Санкт-Петербурге (плотники, прислуга, чернорабочие).
В 1871 году в деревне Медведихе построена деревянная часовня Успения Божией Матери, престольный праздник в Медведихе — Успение (28 августа). В 1905 году построена кирпичная Никольская церковь на погосте Медведиха (деньги на постройку собирали местные жители), в её приходе в 1914 году деревни Медведиха, Резанчиха, Лысиха, Русино, Трубичиха, Шибаниха, Сорокино, Семунино, Шенское, Железово — всего 2331 житель.
В 1918 году Медведиха стала центром сельсовета Ильгощинской волости Бежецкого уезда, по переписи 1920 года здесь 80 дворов, 403 жителя.
В 1929 году был организован колхоз-гигант «Безбожник», куда вошли со своими землями крестьяне села Медведиха. В 1930 году он распался и в Медведихе был организован колхоз «Новый путь». В 1936 году в селе Медведиха Рамешковского района Калининской области 69 дворов, население 391 человек, в колхозе 58 дворов (372 человека). Работала школа 1 ступени. Колхоз построил кирпичный завод, в окрестностях села работали 3 дегтярных завода, на которых гнали деготь из бересты и сосновых пней. На реке Ивица работала водяная мельница, и был куплен генератор, который снабжал колхоз и население электроэнергией.
Во время Великой Отечественной войны всё мужское население деревни, годное к службе, было призвано в армию. В колхозе работали женщины, старики и подростки. В годы войны на фронтах погибли 42 жителя села.
В 1959 началось, а в 1965 году закончилось объединение мелких колхозов Медведихинского сельсовета в колхоз им. Калинина, с центральной усадьбой в Медведихе.
По переписи 1989 года в селе проживали 185 человек.
В 2001 году в Медведихе 64 дома, в них постоянно проживали 148 человек, 32 дома — собственность наследников и дачников.
Сейчас в окрестностях ведётся варварская вырубка лесов и тотальная продажа земель сельхозназначения под дачные участки.

## Достопримечательности
Колокольня Никольской церкви (точнее её развалины, шпиль уже обвалился, фото 2008 года https://web.archive.org/web/20161010220606/http://www.panoramio.com/photo/7512789), из кирпича разобранной церкви построены близлежащие дома: почта, и 2 жилых дома, (один из них был хлебопекарней); деревянная часовня в центре.